# Granda
Granda je priimek v Sloveniji, ki ga je po podatkih Statističnega urada Republike Slovenije na dan 1. januarja 2010 uporabljalo 156 oseb in je med vsemi priimki po pogostosti uporabe uvrščen na 2.853. mesto.

## Znani slovenski nosilci priimka
- Barbara Granda, pravnica, MZZ
- Dorian Granda, bobnar
- Gal Granda (*1975), zdravnik nevrolog
- Matevž Granda in Nina Granda, arhitekta na Dunaju, urednika revije "Outsider"
- Stane Granda (*1948), zgodovinar, prof. in publicist

## Znani tuji nosilci priimka
- Chabuca Granda (1920—1983), perujska pevka
- Euler Granda, ekvadorski pesnik
- Julio Ernesto Granda (*1967), perujski šahovski velemojster